# Stenocora percornuta
Stenocora percornuta é uma espécie de libelinha da família Protoneuridae.
Pode ser encontrada nos seguintes países: Equador e Peru.
Os seus habitats naturais são: rios.